# Operace Courier-5
Courier-5 (též označovaný jako S-2) byl krycí název paradesantního výsadku organizovaného Československou vojenskou misí v Jugoslávii umístěnou v Bari a vyslaného v roce 1944 do prostoru SNP.

## Složení a úkoly
Příslušníky výsadku byli bývalí příslušníci slovenské technické brigády. Velitelem byl npor. Imrich Erös (krycí jméno Margita), šifrantem des. František Holý (krycí jméno Marie) a radistou des. Jozef Chramec (krycí jméno Katuška). Jejich úkolem bylo navázat spolupráci s odbojem, provádět zpravodajskou činnost a udržovat kontakt se základnou v Bari. Erös, hovořící plynně maďarsky se měl poté přesunout na jižní Slovensko obsazené Maďarskem a předávat zprávy o pohybech německých vojsk a náladách mezi obyvatelstvem.

## Činnost
Původně měl být desant vysazen v okolí Košic, tento doskokový prostor byl později změněn na jihovýchodní Slovensko. Desant byl nakonec díky navigační chybě vysazen 6. září 1944 poblíž Liptovského Mikuláše v prostoru Liptovský Trnovec – Parížovce. Při doskoku došlo k rozbití radiostanice (neotevřel se padák), navíc se členové skupiny dostali do silné kulometné palby. 
Po třídenním přesunu se celý desant dostal do Banské Bystrice. Zde se hlásili na velitelství 1. čs. armády. Od Ch. Reikové z výsadku Amsterdam získali náhradní radiostanici. Tu se jim podařilo zprovoznit a z Podbrezové navázali kontakt se základnou v Bari.
V noci z 25. na 26. září byla chata Trangoška s 30 povstaleckými vojáky (a zároveň i šifrantem Holým a radistou Chramcem) přepadena rusky mluvícími ozbrojenci v německých uniformách. Holý a Chramec byli i s radiostanicí těmito ozbrojenci po přestřelce uneseni. Ozbrojenci se identifikovali jako němečtí vojáci a Holého i Chramce obvinili ze špionáže. Ve skutečnosti se jednalo o příslušníky partyzánského oddílu Alexander Něvský. 9. listopadu byl tento oddíl přepaden Němci a Holý byl zajat a odveden. Chramec byl velitelem oddílu uznán jako protifašistický bojovník a s oddílem zůstal až do příchodu Rudé armády.
Erös se po příchodu na chatu (po přepadu) dozvěděl, že příslušníci jeho desantu byli uneseni slovensky a rusky hovořící skupinou partyzánů. Ve skutečnosti se jednalo o komando vyslané k likvidaci velitele partyzánského brigády Za slobodu Slovanov npor. Ladislava Kaliny vyslané náčelníkem štábu Jevgenijem P. Volanským (důvodem byli spory o vedení brigády), kteří do chaty vpadli ve stejnou chvíli jako příslušníci partyzánského oddílu Alexander Něvský. Erös o celém incidentu informoval základnu v Bari. V odpovědi byl pověřen sestavením nového oddílu a pokračováním v činnosti. To vykonal a z Bari dostal novou radiostanici. Nově založená skupina byla při ústupových bojích prakticky zničena. Sám Erös byl třikrát zajat; dvakrát se mu podařilo uprchnout, potřetí se na svobodu dostal pomocí lži. Poté se mu podařilo dostat do zpravodajsko – diverzního oddílu NKVD Vpred, kde působil jako překladatel z maďarštiny a se kterým se dočkal příchodu Rudé armády. 
Holý byl po svém zajetí Němci odvezen do Štubnianských Teplic, odkud se mu podařilo uprchnout. Přes svou rodnou obec se dostal až do bydliště své snoubenky, do obce Bacúch. Po obsazení obce německou armádou byl Holý znovu zatčen, podařilo se mu ale díky zfalšované pracovní knížce dosáhnout propuštění. V únoru 1945 se pokusil navázat kontakt s partyzány. Ti ho však zatkli a obvinili z kolaborace s Němci (Holého udali dva obyvatelé Bacúchu, kteří tvrdili, že Holý je gestapák a nese vinu za vše co obyvatelům Bacúchu ze strany Němců stalo). Holý byl následně mučen velitelem partyzánů por. Katrušinem (ve skutečnosti se jednalo o oddíl, který se věnoval rabování obcí a po příchodu Rudé armády byli jeho příslušníci zatčeni a obviněni z napomáhání nepříteli) a následně zastřelen. 
Existují indicie, že za problémy desantu stály některé sovětské zpravodajské služby a že Courier 5 se stal cílem provokace či zpravodajské hry.
Podrobněji:Zudová-Lešková Zlatica, Československý výsadok Courier 5. Soudobé dějiny, 2002, č. 4, s.718-731.